# Осьценцин
Осьценцин (пол. Ościęcin, нім. Woistenthin) — село в Польщі, у гміні Грифиці Ґрифицького повіту Західнопоморського воєводства.
Населення — 282 особи (2011).
У 1975-1998 роках село належало до Щецинського воєводства.

## Демографія
Демографічна структура станом на 31 березня 2011 року:
|          | Загалом | Допрацездатний вік | Працездатний вік | Постпрацездатний вік |
| -------- | ------- | ------------------ | ---------------- | -------------------- |
| Чоловіки | 152     | 32                 | 114              | 6                    |
| Жінки    | 130     | 24                 | 89               | 17                   |
| Разом    | 282     | 56                 | 203              | 23                   |